# Cuba op de Olympische Zomerspelen 1924
Cuba nam deel aan de Olympische Zomerspelen 1924 in Parijs, Frankrijk. Het was de eerste deelname sinds twintig jaar. Er werden geen medailles gewonnen.

## Resultaten en deelnemers

### Schermen
| Olympiër                                                                                 | Discipline | Resultaat    | Prestatie |
| ---------------------------------------------------------------------------------------- | ---------- | ------------ | --- |
| Eduardo Alonso                                                                           | degen (m)  | series       | 1ste ronde groep 4: 7de met 1 overwinning                                                                                   |
| Ramón Fonst                                                                              | degen (m)  | halve finale | 1ste ronde groep 7: 2de met 7 overwinningen kwartfinale 2: 1ste met 7 overwinningen halve finale 2: 7de met 4 overwinningen |
| Ramíro Mañalich                                                                          | degen (m)  | series       | 1ste ronde groep 5: 7de met 4 overwinningen                                                                                 |
| Salvador Quesada                                                                         | degen (m)  | series       | 1ste ronde groep 5: 8ste met 1 overwinning                                                                                  |
| Eduardo Alonso Ramón Fonst Afonso López Ramíro Mañalich Osvaldo Miranda Salvador Quesada | degen (m)  | kwartfinale  | 1ste ronde groep 5: 2de met 1 overwinning kwartfinale 1: 3de met 0 overwinningen                                            |

### Zeilen
| Olympiër                                       | Discipline | Resultaat | Prestatie                                                            |
| ---------------------------------------------- | ---------- | --------- | -------------------------------------------------------------------- |
| Pedro Cisneros Enrique Conill Antonio Saavedra | 6m         | 9e        | kwalificatie: race 1: DNF race 2: 8ste race 3: DNF totaal: 25 punten |

Argentinië · Australië · België · Brazilië · Brits-Indië · Bulgarije · Canada · Chili · Cuba · Denemarken · Ecuador · Egypte · Estland · Filipijnen · Finland · Frankrijk · Griekenland · Groot-Brittannië · Haïti · Hongarije · Ierland · Italië · Japan · Joegoslavië · Letland · Litouwen · Luxemburg · Mexico · Monaco · Nederland · Nieuw-Zeeland · Noorwegen · Oostenrijk · Polen · Portugal · Roemenië · Spanje · Tsjecho-Slowakije · Turkije · Uruguay · Verenigde Staten · Zuid-Afrika · Zweden · Zwitserland